# 8648 Salix
8648 Salix este un asteroid din centura principală de asteroizi.

## Descriere
8648 Salix este un asteroid din centura principală de asteroizi. A fost descoperit pe 2 septembrie 1989 la Observatoire de Haute-Provence de Eric Walter Elst. Asteroidul prezintă o orbită caracterizată de o semiaxă mare de 2,26 ua, o excentricitate de 0,24 și o înclinație de 3,7° în raport cu ecliptica.